# Portugal Open 2014 - Qualificazioni singolare maschile
Le qualificazioni del singolare maschile del Portugal Open 2014 sono state un torneo di tennis preliminare per accedere alla fase finale della manifestazione. I vincitori dell'ultimo turno sono entrati di diritto nel tabellone principale. In caso di ritiro di uno o più giocatori aventi diritto a questi sono subentrati i lucky loser, ossia i giocatori che hanno perso nell'ultimo turno ma che avevano una classifica più alta rispetto agli altri partecipanti che avevano comunque perso nel turno finale.

## Teste di serie
1. Leonardo Mayer (qualificato)
2. Daniel Gimeno Traver (qualificato)
3. Radu Albot (qualificato)
4. Tarō Daniel (qualificato)

1. Roberto Carballés Baena (ultimo turno)
2. Niels Desein (ultimo turno)
3. Jordi Samper Montaña (ultimo turno)
4. Victor Crivoi (ultimo turno)

## Qualificati
1. Leonardo Mayer
2. Daniel Gimeno Traver

1. Radu Albot
2. Tarō Daniel

## Tabellone

### Legenda
| - Q = Qualificato - WC = Wild card - LL = Lucky loser | - ALT = Alternate - SE = Special Exempt - PR = Protected Ranking | - w/o = Walkover - r = Ritirato - d = Squalificato |

### Sezione 1
|  | Primo turno        | Primo turno             | Primo turno        | Primo turno | Primo turno |  |  | Secondo turno | Secondo turno           | Secondo turno           | Secondo turno           | Secondo turno |   |   | Ultimo turno | Ultimo turno   | Ultimo turno | Ultimo turno | Ultimo turno |  |
|  |                    |                         |                    |             |             |  |  |               |                         |                         |                         |               |   |   |              |                |              |              |              |  |
|  | 1                  | Leonardo Mayer          | Leonardo Mayer     | 7           | 7           |  |  |               |                         |                         |                         |               |   |   |              |                |              |              |              |  |
|  |                    | Philipp Oswald          | Philipp Oswald     | 65          | 62          |  |  | 1             | Leonardo Mayer          | Leonardo Mayer          | 6                       | 6             |   |   |              |                |              |              |              |  |
|  | WC                 | Duarte Vale             | 67                 | 6           | 6           |  |  | WC            | Duarte Vale             | Duarte Vale             | 3                       | 1             |   |   |              |                |              |              |              |  |
|  | WC                 | Felipe Cunha-Silva      | 7                  | 4           | 3           |  |  |               |                         |                         |                         |               |   |   | 1            | Leonardo Mayer | 1            | 6            | 6            |  |
|  | Karen Chačanov     | Karen Chačanov          | Karen Chačanov     | 6           | 6           |  |  |               |                         | 5                       | Roberto Carballés Baena | 6             | 3 | 1 |              |                |              |              |              |  |
|  | José-Ricardo Nunes | José-Ricardo Nunes      | José-Ricardo Nunes | 1           | 3           |  |  |               | Karen Chačanov          | Karen Chačanov          | 1                       | 2             |   |   |              |                |              |              |              |  |
|  |                    | João Domingues          | 6                  | 2           | 0           |  |  | 5             | Roberto Carballés Baena | Roberto Carballés Baena | 6                       | 6             |   |   |              |                |              |              |              |  |
|  | 5                  | Roberto Carballés Baena | 2                  | 6           | 6           |  |  |               |                         |                         |                         |               |   |   |              |                |              |              |              |  |

### Sezione 2
|  | Primo turno        | Primo turno          | Primo turno          | Primo turno | Primo turno |  |  | Secondo turno | Secondo turno        | Secondo turno        | Secondo turno | Secondo turno |   |   | Ultimo turno | Ultimo turno         | Ultimo turno         | Ultimo turno | Ultimo turno |  |
|  |                    |                      |                      |             |             |  |  |               |                      |                      |               |               |   |   |              |                      |                      |              |              |  |
|  | 2                  | Daniel Gimeno Traver | Daniel Gimeno Traver | 6           | 6           |  |  |               |                      |                      |               |               |   |   |              |                      |                      |              |              |  |
|  |                    | Alessandro Petrone   | Alessandro Petrone   | 1           | 1           |  |  | 2             | Daniel Gimeno Traver | Daniel Gimeno Traver | 6             | 6             |   |   |              |                      |                      |              |              |  |
|  | Michail Elgin      | Michail Elgin        | 2                    | 7           | 64          |  |  |               | Andre Gaspar Murta   | Andre Gaspar Murta   | 4             | 0             |   |   |              |                      |                      |              |              |  |
|  | Andre Gaspar Murta | Andre Gaspar Murta   | 6                    | 65          | 7           |  |  |               |                      |                      |               |               |   |   | 2            | Daniel Gimeno Traver | Daniel Gimeno Traver | 6            | 6            |  |
|  |                    | Gonçalo Falcão       | 5                    | 6           | 0           |  |  |               |                      | 6                    | Niels Desein  | Niels Desein  | 0 | 3 |              |                      |                      |              |              |  |
|  | WC                 | Gonçalo Pereira      | 7                    | 3           | 6           |  |  | WC            | Gonçalo Pereira      | Gonçalo Pereira      | 2             | 0             |   |   |              |                      |                      |              |              |  |
|  |                    | Steven Moneke        | Steven Moneke        | 4           | 3           |  |  | 6             | Niels Desein         | Niels Desein         | 6             | 6             |   |   |              |                      |                      |              |              |  |
|  | 6                  | Niels Desein         | Niels Desein         | 6           | 6           |  |  |               |                      |                      |               |               |   |   |              |                      |                      |              |              |  |

### Sezione 3
|  | Primo turno              | Primo turno              | Primo turno              | Primo turno | Primo turno |  |  | Secondo turno | Secondo turno        | Secondo turno        | Secondo turno | Secondo turno |   |   | Ultimo turno | Ultimo turno | Ultimo turno | Ultimo turno | Ultimo turno |  |
|  |                          |                          |                          |             |             |  |  |               |                      |                      |               |               |   |   |              |              |              |              |              |  |
|  | 3                        | Radu Albot               | 4                        | 6           | 6           |  |  |               |                      |                      |               |               |   |   |              |              |              |              |              |  |
|  | WC                       | Eduardo Lameiras         | 6                        | 2           | 2           |  |  | 3             | Radu Albot           | 6                    | 3             | 7             |   |   |              |              |              |              |              |  |
|  | Frederico Gil            | Frederico Gil            | 6                        | 67          | 6           |  |  |               | Frederico Gil        | 1                    | 6             | 64            |   |   |              |              |              |              |              |  |
|  | Daniel Muñoz de la Nava  | Daniel Muñoz de la Nava  | 4                        | 7           | 4           |  |  |               |                      |                      |               |               |   |   | 3            | Radu Albot   | Radu Albot   | 6            | 6            |  |
|  | Frederico Ferreira Silva | Frederico Ferreira Silva | Frederico Ferreira Silva | 3           | 3           |  |  |               |                      | 8                    | Victor Crivoi | Victor Crivoi | 1 | 3 |              |              |              |              |              |  |
|  | David Vega Hernandez     | David Vega Hernandez     | David Vega Hernandez     | 6           | 6           |  |  |               | David Vega Hernandez | David Vega Hernandez | 4             | 64            |   |   |              |              |              |              |              |  |
|  |                          | Alexander Zhurbin        | Alexander Zhurbin        | 3           | 2           |  |  | 8             | Victor Crivoi        | Victor Crivoi        | 6             | 7             |   |   |              |              |              |              |              |  |
|  | 8                        | Victor Crivoi            | Victor Crivoi            | 6           | 6           |  |  |               |                      |                      |               |               |   |   |              |              |              |              |              |  |

### Sezione 4
|  | Primo turno        | Primo turno        | Primo turno      | Primo turno | Primo turno |  |  | Secondo turno | Secondo turno        | Secondo turno        | Secondo turno        | Secondo turno        |   |   | Ultimo turno | Ultimo turno | Ultimo turno | Ultimo turno | Ultimo turno |  |
|  |                    |                    |                  |             |             |  |  |               |                      |                      |                      |                      |   |   |              |              |              |              |              |  |
|  | 4                  | Tarō Daniel        | Tarō Daniel      | 6           | 6           |  |  |               |                      |                      |                      |                      |   |   |              |              |              |              |              |  |
|  |                    | Romain Barbosa     | Romain Barbosa   | 3           | 2           |  |  | 4             | Tarō Daniel          | Tarō Daniel          | 7                    | 6                    |   |   |              |              |              |              |              |  |
|  | Henrique Sousa     | Henrique Sousa     | Henrique Sousa   | 0           | 2           |  |  |               | Peđa Krstin          | Peđa Krstin          | 63                   | 3                    |   |   |              |              |              |              |              |  |
|  | Peđa Krstin        | Peđa Krstin        | Peđa Krstin      | 6           | 6           |  |  |               |                      |                      |                      |                      |   |   | 4            | Tarō Daniel  | Tarō Daniel  | 6            | 6            |  |
|  | Oriol Roca Batalla | Oriol Roca Batalla | 6                | 3           | 6           |  |  |               |                      | 7                    | Jordi Samper Montaña | Jordi Samper Montaña | 4 | 2 |              |              |              |              |              |  |
|  | Pol Toledo Bague   | Pol Toledo Bague   | 4                | 6           | 3           |  |  |               | Oriol Roca Batalla   | Oriol Roca Batalla   | 2                    | 2                    |   |   |              |              |              |              |              |  |
|  |                    | Vasco Mensurado    | Vasco Mensurado  | 5           | 0           |  |  | 7             | Jordi Samper Montaña | Jordi Samper Montaña | 6                    | 6                    |   |   |              |              |              |              |              |  |
|  | 7                  | Jordi S. Montaña   | Jordi S. Montaña | 7           | 6           |  |  |               |                      |                      |                      |                      |   |   |              |              |              |              |              |  |